# نادیا واسینا
نادیا واسینا (اوکراینی: Наді́я Андрі́ївна Ва́сіна؛ زادهٔ ۱۱ ژوئیهٔ ۱۹۸۹) ژیمناست ریتمیک اهل اوکراین است.